# Inge Börtin
Åke Fredrik Inge Börtin, född 4 mars 1898 i Gamleby församling, Kalmar län, död 1976, var en svensk konstnär.
Han var son till trädgårdsmästaren Oskar Johansson och Karin Ströberg och bror till Gösta Börtin. Han var som konstnär autodidakt och bedrev självstudier i Prag 1938. Han medverkade i grupputställningar på Göteborgs konsthall, Skövde konsthall och Borås konsthall ett flertal gånger. Hans konst består av stilleben, Parismotiv och landskapsmålningar. Börtin är representerad vid Borås konstmuseum.